# Caltech Submillimeter Observatory
Pour les articles homonymes, voir CSO.
Le Caltech Submillimeter Observatory (CSO) est un radiotélescope de 10,4 m de diamètre situé près du James Clerk Maxwell Telescope (JCMT) sur le site des Observatoires du Mauna Kea à Hawaï. Il est spécialisé dans les observations submillimétriques (bande térahertz) et est géré par le California Institute of Technology (Caltech).

## Histoire
Le CSO et le JCMT ont été combinés pour former le premier interféromètre submillimétrique. Le succès de cette combinaison a joué un certain rôle pour la construction du Submillimeter Array et du Atacama Large Millimeter Array (ALMA).

### Fermeture
Le 30 avril 2009, Caltech annonce qu'elle a l'intention de fermer le CSO et de transférer les projets en cours au Cerro Chajnantor Atacama Telescope (en) (CCAT). Le CSO devrait être démonté à partir de 2016.